# Evghenievca, Sîngerei
Evghenievca este un sat din cadrul comunei Copăceni din raionul Sîngerei, Republica Moldova.